# Vila-real Club de Futbol B
El Vila-real Club de Futbol B és un equip de futbol de la ciutat de Vila-real, (la Plana Baixa, País Valencià), filial del Vila-real Club de Futbol. Va ser fundat el 1999. Juga els seus partits com a local a la Ciutat Esportiva del Vila-real. Actualment juga en la Segona Divisió espanyola.

## Història

### Ascens a Segona B
La quarta temporada en Tercera Divisió (temporada 2006-07) va ser quasi perfecta per al filial groguet: quedaren subcampions de grup i aconseguiren per fi l'ascens a la Segona divisió B. Després de classificar-se per al play of d'ascens per tercera vegada, en la primera ronda els tocà enfrontar-se a un equip teòricament inferior, i com s'esperava el Vila-real B guanyà (7-0) en el còmput total de l'eliminatòria; en la segona eliminatòria, en canvi, jugà amb un equip amb molta experiència en Segona divisió B, el CD Mirandés. L'anada es jugà en la Ciutat Esportiva del Vila-real i el Vila-real B guanyà per 3-1; en el partit de tornada els groguets van defendre el resultat al perdre per 2-1 i, per tant, aconseguí l'ascens a la Segona divisió B.

### Segona B
Després d'aquest ascens, el Villarreal B jugà en la temporada 2007-08 en el Grup III de la Segona divisió B del futbol espanyol. En el primer any en aquesta categoria, el Villarreal B aconseguí una estupenda posició núm. 11, en una temporada regular, ja que l'equip estigué moltes vegades en el descens, quasi en descens, en zona de ningú, en zona d'ascens i al final aconseguí l'objectiu de la permanència un any més en la Lliga de bronze del futbol espanyol.

### L'ascens a Segona A

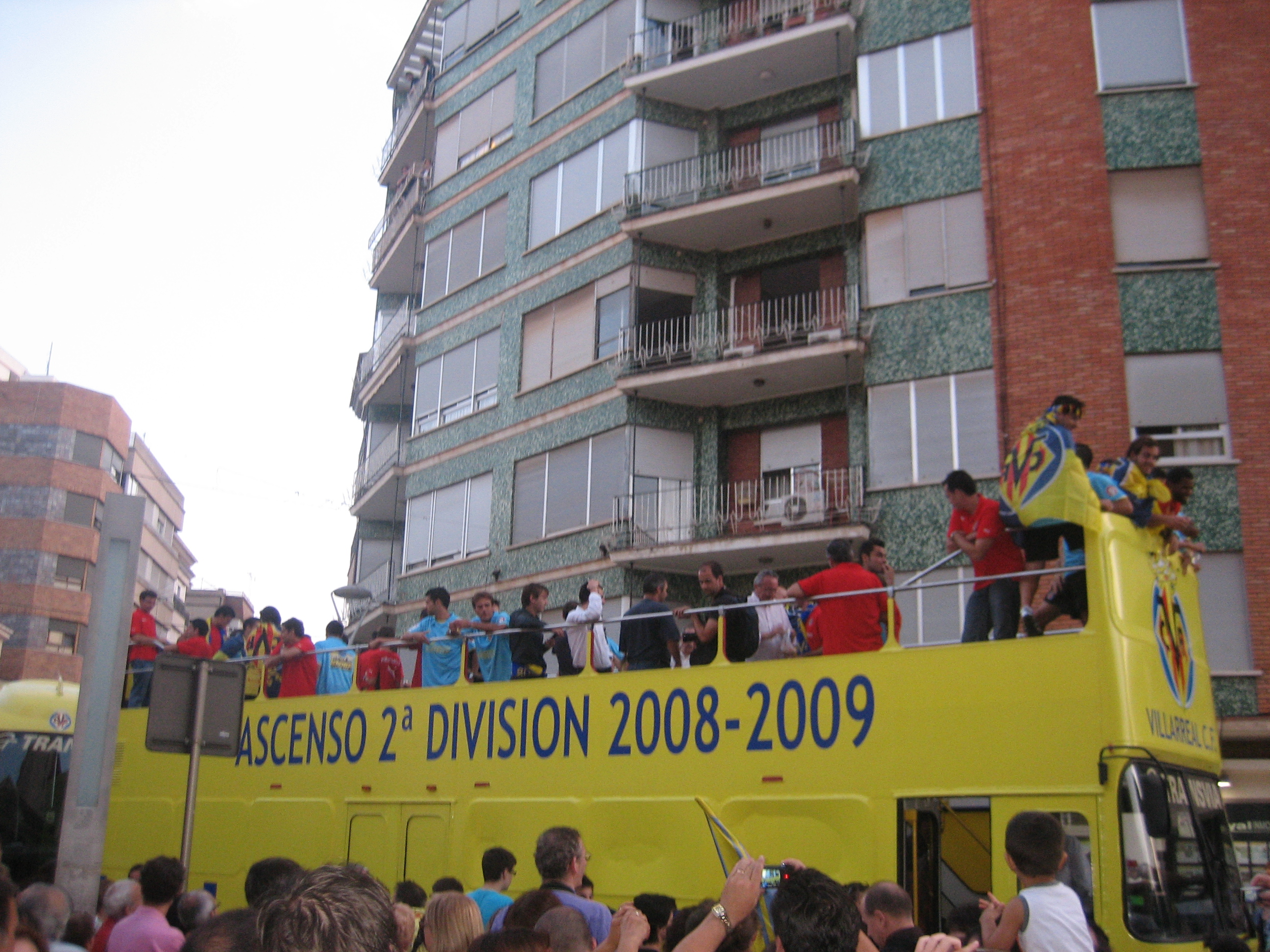
Autobús descapotable davant la Basílica de Sant Pasqual de Vila-real en el qual els jugadors del Vila-real "B" celebraren l'ascens a la Segona divisió A el juny de 2009.

La següent temporada fou espectacular. Estigué durant tota la temporada entre el primer i segon lloc i al final es classificà segon per darrere del CE Alcoià. En la primera eliminatòria per a l'ascens a la Segona Divisió A jugà contra el Zamora Club de Fútbol. En el partit d'anada disputat en Zamora, l'equip de Juan Carlos Garrido, va guanyar per 0-2 amb gols de Matilla i Javi Selvas (PP) En el partit de tornada disputat a Vila-real, el filial groguet guanyà també per 2-0, amb gols de Chando i Joan Tomàs. El sorteig celebrat en la Ciutat del futbol de Las Rozas el 25 de maig donà com a rival del Vila-real B en segona ronda al Lorca Deportiva.
El partit d'anada el conjunt de Garrido guanyà per la mínima (1-0) al Lorca Deportiva amb gol de Gerard Bordas. El partit de tornada, el Vila-real B superà per un 2-3 al Llorca i es classificà així per a l'última ronda final per a l'ascens a Segona. El filial groguet s'enfrontà al Jaén i en el partit d'anada, davant de vora 13.000 espectadors en El Madrigal, el partit acabà en taules amb empat a 0 gols. L'emoció quedava per al partit de tornada a l'Estadi de la Victòria de Jaén. L'equip local s'avançà amb gol d'Esparza i posava les coses costera amunt per als de Garrido, però tan sols uns minuts després, Gerard Bordas marcava el gol de l'empat per al filial groguet. En la segona part, domini aclaparador per als de Juan Carlos Garrido fins que en el minut 59, Chando marcava un gol que valia l'ascens. L'equip guanyà el partit i pujà d'aquesta manera per primera vegada a la Segona divisió A, sent l'únic filial en la segona màxima categoria del futbol espanyol.
L'endemà d'aconseguir l'ascens, dilluns, el club va festejar per tota la ciutat de Vila-real en un autobús descapotable amb els jugadors, cos tècnic i directiva. Van visitar l'ermitori de la Verge de Gràcia, la Basílica de Sant Pasqual de Vila-real i acabant amb una recepció a la plaça de l'ajuntament en el qual els va rebre l'afició i l'alcalde de la ciutat, Juan José Rubert.
En la mateixa temporada, dos jugadors de l'equip, Jordi Pablo i Mario Gaspar, que havien debutat aquesta temporada amb el primer equip, van rebre el Premi Draft de plata en la seva edició de 2009.
Amb l'ascens del fins aleshores entrenador del Vila-real B José Francisco Molina, al primer equip, Julio Velázquez, amb 30 anys, es va encarregar del filial.

### Tornada a Segona B
El 13 de maig de 2012, després de confirmar-se definitivament el descens a Segona Divisió del Vila-real CF, es va confirmar també el descens del seu primer filial, el Vila-real CF B a la categoria de bronze del futbol espanyol, a Segona Divisió B, ja que en una mateixa categoria no poden estar un primer equip i el seu filial. Tot açò malgrat que l'equip filial en aqueix moment ocupava el 12é lloc, quedaven quatre jornades i tenia molt lluny el possible descens.

## Temporades
Contant la temporada 2020-21, el club ha militat 3 temporades a Segona Divisió, 11 a Segona Divisió B, 4 a Tercera Divisió, 2 a Regional Preferenta, 1 a Primera Regional i 1 a Segona Regional.
| - 1999-00: Segona Regional 2n - 2000-01: Primera Regional 1r - 2001-02: Regional Preferent 5è - 2002-03: Regional Preferent 1r - 2003-04: 3a Divisió 3r - 2004-05: 3a Divisió 5è |  | - 2005-06: 3a Divisió 1r - 2006-07: 3a Divisió 2n - 2007-08: 2a Divisió B 11è - 2008-09: 2a Divisió B 2n - 2009-10: 2a Divisió 7è - 2010-11: 2a Divisió 17è |  | - 2011-12: 2a Divisió 12è - 2012-13: 2a Divisió B 9è - 2013-14: 2a Divisió B 11è - 2014-15: 2a Divisió B 10è - 2015-16: 2a Divisió B 2n - 2016-17: 2a Divisió B 6è |  | - 2017-18: 2a Divisió B 2n - 2018-19: 2a Divisió B 3r - 2019-20: 2a Divisió B 6è - 2020-21: 2a Divisió B 6è - 2021-22: 1a RFEF 2n - 2022-23: 2a Divisió |  |  |